# Рябикино
Рябикино — деревня в Клепиковском районе Рязанской области. Входит в состав Спас-Клепиковского городского поселения.

## География
Находится в северной части Рязанской области на расстоянии приблизительно 1 км на северо-запад по прямой от районного центра города Спас-Клепики.

## История
На карте 1850 года показана как поселение с 19 дворами. В 1859 году здесь (тогда деревня Рязанского уезда Рязанской губернии) было учтено 12 дворов, в 1897— 32.

## Население
Численность населения: 94 человека (1859 год), 223 (1897), 55 в 2002 году (русские 98 %), 73 в 2010.